# Saint-Appolinaire
Saint-Appolinaire é uma comuna francesa na região administrativa de Auvérnia-Ródano-Alpes, no departamento de Ródano. Estende-se por uma área de 5,73 km². Em 2010 a comuna tinha 220 habitantes (densidade: 38,4 hab./km²).